# Маранелло
Маранелло (італ. Maranello) — муніципалітет в Італії, у регіоні Емілія-Романья, провінція Модена.
Маранелло розташоване на відстані близько 330 км на північний захід від Рима, 38 км на захід від Болоньї, 15 км на південь від Модени.
Населення — 17 215 осіб (2014).
Щорічний фестиваль відбувається 3 лютого. Покровитель — святий Власій.
Місто Маранелло всесвітнє відоме завдяки компанії Ferrari, чия штаб квартира розташована тут. Також у Маранелло знаходиться штаб-квартира команди Ferrari всесвітнього чемпіонату з автоперегонів «Формула-1» і Музей Феррарі. Поблизу міста розташована тренувальна траса Фьорано.

## Демографія
Населення за роками:

Станом на 1 січня 2023 року в муніципалітеті офіційно проживали 1343 іноземці з 64 країн, серед них 297 громадян країн Євросоюзу та 63 громадяни України.

## Сусідні муніципалітети
- Кастельветро-ді-Модена
- Фйорано-Моденезе
- Форміджине
- Марано-суль-Панаро
- Серрамаццоні